# Teucrium
Teucrium és un gènere d'angiospermes que pertany a la família de les lamiàcies. Els membres d'aquest gènere tenen un port arbustiu o herbaci, comú en hàbitats insolats de tipus timoneda o formant part del sotabosc i fins i tot emprat en jardineria (T. fruticans). El gènere està compost per 67 espècies, moltes de les quals presenten una gran diversificació subespecífica, i n'és la península Ibèrica una de les àrees més riques i amb major grau d'endemismes: igual succeeix amb les espècies europees (al voltant de 50). Una característica diagnòstica del gènere és la manca del llavi superior en les flors bilabiades, tan típiques d'aquesta família.

## Taxonomia
| - Teucrium asiaticum - Teucrium balthazaris - Teucrium botrys - Teucrium buxifolium - trencapedres, te de roca, poliol amarg de roca - Teucrium campanulatum - herba de Sant Ponç, llengua de passerell - Teucrium canadense - Teucrium capitatum - Teucrium carthaginense - Teucrium carolipaui - Teucrium chamaedrys - auledella, herba felera negra - Teucrium compactum - Teucrium cossonii - Teucrium cubense - Teucrium dunense - Teucrium edetanum (Endemisme del País Valencià) - Teucrium expassum - Teucrium flavum - quina vera, herba escurçonera - Teucrium franchetianum - Teucrium frunii - Teucrium fruticans - Teucrium glandulosum - Teucrium gnaphalodes - Teucrium homotrichum | - Teucrium intricatum (Endemisme de la província d'Almeria) - Teucrium laciniatum - Teucrium lanigerum - Teucrium leonis - Teucrium libanitis - Teucrium lusitanicum - Teucrium marum - marduix anglès, herba del Papa - Teucrium montanum L. - Teucrium murcicum - Teucrium muletii - Teucrium polium - lledània, capsigranyera, poliol mascle - Teucrium pseudochamaepitys - cabeçuda de guix - Teucrium pyrenaicum - angelins - Teucrium rivasii - Teucrium rivas-martinezii - Teucrium rotundifolium - Teucrium similatum - Teucrium scordium - escordi - Teucrium scorodonia - Teucrium thymifolium - Teucrium webbianum |

## Sinònims
- Chamaedrys Mill., Gard. Dict. Abr. ed. 4 (1754).
- Polium Mill., Gard. Dict. Abr. ed. 4 (1754).
- Scordium Mill., Gard. Dict. Abr. ed. 4 (1754).
- Scorodonia Hill, Brit. Herb.: 372 (1756).
- Iva Fabr., Enum.: 45 (1759), nom. illeg.
- Melosmon Raf., Fl. Tellur. 3: 85 (1837).
- Monipsis Raf., Fl. Tellur. 3: 85 (1837).
- Scorbion Raf., Fl. Tellur. 3: 85 (1837).
- Trixago Raf., Fl. Tellur. 3: 85 (1837).
- Poliodendron Webb i Berthel., Hist. Nat. Illes Canàries 3: 106 (1845).
- Monochilon Dulac, Fl. Hautes-Pyrénées: 405 (1867).
- Botrys Fourr., Ann. Soc. Linn. Lyon, n.s., 17: 138 (1869).
- Kinostemon Kudô, Trans. Nat. Hist. Soc. Taiwan 19: 1 (1929).